# 艾凱迪
艾凱迪（英語：Heidi Alexander，1975年4月17日—），英國工黨籍政治人物，現任英國運輸大臣。她亦是史雲頓南選區的國會議員，自2024年大選後就任至今。

## 早年經歷
艾凱迪在史雲頓出生及成長，其父親是一名電工。她就讀於當地的丘奇菲爾德綜合學校及預科新學院（New College Sixth Form）。隨後在杜倫大學修讀地理（學士）及歐洲城市與區域變遷（碩士）。
1998年，艾凱迪在唐寧街10號的彭雪玲私人辦公室實習了6個月。1999年至2005年，她成為路易咸答福選區議員瓊·拉多克的國會研究員，並在2005年至2006年其間擔任慈善機構的活動經理。

## 政治生涯

### 地方議員
2004年，艾凱迪在路易咸區議會的伊芙琳選區補選中當選，及後多次連任成功，直至2010年當選國會議員後辭職。在2006至2010年期間，她曾經擔任路易咸區的副區長兼城市再生事務閣員。

### 國會議員
2009年10月，艾凱迪獲選為斯溫登南選區的工黨候選人。在2010年大選中，艾凱迪成功當選為該選區的國會議員。她在進入英國下議院後，隨即獲任命為時任影子環境食物及鄉郊事務大臣瑪麗·克里格的政務私人秘書，並於2012年成為其中一名工黨黨鞭。2013年，她獲晉升為影子倫敦事務部長及資深黨鞭。2010年至2012年期間，她擔任社區及地方政府專責委員會的委員。2016年至2017年期間，她加入了衛生專責委員會。
2015年9月，郝爾彬正式當選為工黨黨魁並接任反對黨領袖後，艾凱迪獲任命為影子衛生大臣。後來於2016年，她辭去影子內閣成員的職務，以抗議郝爾彬辭退彭浩禮的決定及對脫歐公投結果的回應，並要求他辭去黨魁一職。

### 倫敦副市長
2018年5月，艾凱迪辭去下議院的議席，並擔任簡世德市府的倫敦運輸副市長。她曾擔任倫敦運輸局副主席，並一直留任為該局的董事會成員，直至橫貫鐵路開通。
在擔任副市長期間，她負責在2019年冠狀病毒病疫情期間維持倫敦的交通服務，並就救助方案與中央政府進行談判。她致力於解決橫貫鐵路和漢默史密斯橋重新開放的延誤問題，並開始騎單車來推廣這項交通模式。她最初計劃在簡世德的第一任期結束時卸任，但由於疫情爆發，她選擇於2021年底才離職以「考慮下一步的職業發展」。

### 重返國會
2022年6月，艾凱迪宣布有意競逐成為史雲頓南選區的工黨候選人。隔月，她成功獲選為該選區的黨候選人，並在2024年大選中成功當選。隨後，她獲任命為法院及法律服務國務大臣。

### 運輸大臣
2024年11月，艾凱迪獲任命為運輸大臣，接替因罪案醜聞而下台的賀樂怡。

## 私人生活
2011年，艾凱迪與馬丁·巴蘭坦（Martin Ballantyne）結婚。

## 資料來源
1. ↑  . FreeBMD. ONS.   [26 April 2018].
2. ↑  . Who's Who. 2010. doi:10.1093/ww/9780199540884.013.251450.
3. ↑  . THE HONEYBALL BUZZ.   [24 February 2013]. （原始内容存档于1 January 2014）.
4. 1 2   (PDF).
5. ↑  . politics.co.uk.   [24 February 2013]. （原始内容存档于8 October 2013）.
6. ↑  .   [24 February 2013]. （原始内容存档于4 March 2013）.
7. ↑  .   [24 February 2013]. （原始内容存档于4 March 2013）.
8. ↑  Morris, Nigel. . The Independent. 13 September 2015  [14 September 2016]. （原始内容存档于8 April 2016）.
9. ↑  Alexander, Heidi [@heidi_mp].  (推文). 26 June 2016 –Twitter.
10. ↑  . BBC News. 27 June 2016  [28 June 2016]. （原始内容存档于27 June 2016）.
11. ↑  Elgot, Jessica. . The Guardian. 8 May 2018  [8 May 2018]. （原始内容存档于8 May 2018）.
12. 1 2  Lydall, Ross. . Evening Standard. 20 December 2021  [12 June 2022] （英语）.
13. ↑  . BBC News. 20 December 2021  [12 June 2022] （英国英语）.
14. ↑  . Swindon Advertiser. 9 June 2022  [12 June 2022] （英语）.
15. ↑  Simpson, Jack. . Swindon Advertiser. 23 July 2022  [24 July 2022] （英语）.
16. ↑  McGrath, Dominic. . The Independent. 23 July 2022  [24 July 2022] （英语）.
17. ↑  . www.gov.uk.   [2024-07-08] （英语）.
18. ↑  @MoJGovUK.  (推文) –Twitter. Missing or empty |date= (help)
19. ↑  《追新聞》記者. . 追新聞. 2024-11-29  [2025-01-25] （中文（臺灣））.
20. ↑  Bell, Jos. . openDemocracy. 17 September 2015  [2024-11-29] （英语）.
21. ↑  Thomas, Aled. . Swindon Advertiser. 2024-07-05  [2024-11-29] （英语）.

## 外部連結
- 艾凱迪的議員網站
- 英国的個人檔案
- 公鞭記載的投票紀錄
- TheyWorkForYou記載的紀錄
- 艾凱迪資料 at 新政治家
- 艾凱迪 on Twitter